# Le Beau Montrond

Le Beau Montrond est un livre écrit par l'ancien chartiste Henri Malo sur la vie de Casimir de Montrond (1769-1843), publié à Paris, aux éditions Émile-Paul Frères, en 1926.
Un portrait de Montrond à 62 ans par Valentine de Laborde est reproduit en regard de la page de titre. Ce livre de 334 pages est dédié au docteur Maurice Hanotte, ami de l'auteur. Un avant-propos de Henri Malo précède le texte, qui est divisé en neuf chapitres et suivi par un index des noms. Henri Malo donne à la fin de chaque chapitre ses sources bibliographiques ou archivistiques. 
Ce livre fut imprimé chez Chaix avec de l'encre de l'entreprise Lorilleux.